# Ewald Meyer
Ewald Meyer (* 23. September 1911 in Berlin; † 13. Februar 2003 in Saarbrücken) war ein deutscher Kunstmaler und Grafiker.

## Leben
Nach einer abgeschlossenen Schulausbildung mit der Reifeprüfung bestand Ewald Meyer die Aufnahmeprüfung an der Berliner Kunstakademie (heute Akademie der Künste). Er wurde Meisterschüler bei Emil Orlik und Hans Meid und der Stil seiner Zeichnungen veranlassten Käthe Kollwitz und Max Liebermann, ihm 1931 ein privates Stipendium zu gewähren. Davon und aus weiteren Stipendien finanzierte sich Meyer Studienreisen nach Italien und Nordafrika.
Ewald Meyer war Opponent der Hitlerdiktatur und wurde 1939 Mitglied der Widerstandsbewegung Rote Kapelle. In dieser Zeit entstanden zahlreiche zeichnerische Exponate und Grafiken gegen das Regime, die oft in Flugblättern Verwendung fanden. Auch der von  Joachim Ringelnatz herausgegebene Gedichtband Kuttel Daddeldu, in Deutschland verboten, in Norwegen gedruckt, wurde von ihm illustriert.
Nach der Rückkehr nach Berlin aus der Kriegsgefangenschaft aus dem Lager in Les Villages Vovéens verdiente er seinen Unterhalt als freier Maler und Grafiker. Er arbeitete zudem als freier Angestellter bei der Ostberliner Berliner Zeitung, wo er als Illustrator tätig war. Meyer war 1952 in Bautzen, Görlitz und Zittau auf der Wanderausstellung „Berliner Künstler“ mit zwei Bildern vertreten.
Als er infolge des Mauerbaus 1961 seinen Arbeitsplatz nicht mehr erreichen konnte, beschäftigte ihn der damalige Intendant des Saarbrücker Staatstheaters Hermann Wedekind als Bühnenbildner und Leiter des Malersaals in der saarländischen Landeshauptstadt.

## Ausstellungen
Ewald Meyer hatte Ausstellungen in vielen Ländern Europas. Eine Ausstellung „Zeitzeugnisse“ fand 2007 postum in Mainz statt. Zahlreiche seiner Bilder und Zeichnungen, die sich oft mit den Schrecken des Krieges und des Holocaust beschäftigen, befinden sich in privaten Sammlungen und werden in öffentlichen Gebäuden gezeigt.